# Bridgette Gusterson
Bridgette Gusterson (Perth, 7 de fevereiro de 1973) é uma jogadora de polo aquático australiana, campeã olímpica.

## Carreira
Bridgette Gusterson fez parte da geração medalha de ouro em Sydney 2000.